# Laurentius Regnerus
Laurentius Regnerus, föddes 22 december 1650 i Regna församling, Östergötlands län, död 25 juli 1710 i Regna församling, Östergötlands län, var en svensk präst.

## Biografi
Laurentius Regnerus föddes 1650 i Regna församling. Han var son till bonden Eric Larsson och Brita Jönsdotter på Bratteberg. Regnerus studerade i Linköping och blev 1683 student vid Lunds universitet. Han prästvigdes 25 juni 1687 till adjunkt i Regna församling och blev 1696 kyrkoherde i församlingen. Regnerus avled 1710 i Regna församling och begravdes 12 oktober samma år.

### Familj
Regnerus gifte sig första gången 10 januari 1689 i Skedevi församling med kammarpigan Elisabeth Andersdotter (död 1706) på Johanslund. De fick tillsammans barnen en dotter (1690–1690), löjtnanten Andreas Regnér (1692–1715) vid Dalregementet, komministern Eric Regnér i S:t Laurentii församling, Söderköping, komminister Gustaf Regnér i Fivelstads församling, fältväbeln Samuel Regnér (1700–1764) i Östgöta kavalleriregemente och Maria Regnér (född 1702) som var gift med arrendatorn Knut Gabriel Torndahl på Bratteberg.
Han gifte sig andra gången med Anna Cronius (1665–1740).